# Divaldo - O Mensageiro da Paz
Divaldo: O Mensageiro da Paz é um filme biográfico brasileiro dirigido por Clovis Mello, baseado no livro Divaldo Franco, de Ana Landin, que trata da vida do renomado medium Divaldo Franco.

## Sinopse
O filme conta a história de Divaldo em três fases distintas, entre as décadas de 1920 e 1950: infância, juventude e idade adulta. Durante essa jornada, Divaldo entra no mundo do espiritismo sob a orientação de Joanna de Ângelis, que afirma ser sua “mentora espiritual”.

## Elenco
- Bruno Garcia como Divaldo Franco
  - João Bravo como Divaldo (criança)
  - Ghilherme Lobo como Divaldo (jovem)
- Osvaldo Mil como Nilson
  - Bruno Suzano como Nilson (jovem)
- Regiane Alves como Joanna de Ângelis
- Álamo Facó como Chico Xavier
- Marcos Veras como Obsessor
- Laila Garin como Ana Franco
- Ana Cecília Costa como Laura
- Nelson Baskerville como Pai Carmelho